# Beril Pozam
Beril Pozam (anhörenⓘ; * 20. November 1995 in Istanbul) ist eine türkische Schauspielerin.

## Biografie
Beril Pozam wurde am 20. November 1995 in Istanbul geboren. Ihr Debüt gab sie 2017 in der Fernsehserie AVM Sakını. Von 2019 bis 2020 spielte sie in der Serie Afili Aşk mit. Anschließend wurde Pozam 2020 für die Serie Akrep gecastet.
2021 trat sie in Olağan Şüpheliler auf. Unter anderem war sie im selben Jahr in Bir Ada Masalı zu sehen. 2022 setzte sie ihre Karriere in Baba fort. Außerdem spielte sie 2023 in dem Film Aaahh Belinda die Hauptrolle. Zwischen 2022 und 2023 bekam sie in Yalı Çapkını die Hauptrolle.

## Filmografie
Filme
- 2023: Aaahh Belinda

Serien
- 2017: AVM Sakini
- 2019–2020: Afili Aşk
- 2020–2021: Akrep
- 2021: Olağan Şüpheliler
- 2021: Bir Ada Masalı
- 2022: Baba
- 2022–2023: Yalı Çapkını